# I pompieri
Pour plus de détails, voir Fiche technique et Distribution.
I pompieri est une comédie italienne réalisée par Neri Parenti et sortie en 1985.

## Synopsis
Dans la caserne de pompiers Settecamini de Rome, l'escouade 17, peu reluisante, effectue des missions qui se soldent par des échecs retentissants, attendant en vain une occasion de se racheter. Le chef de la brigade est Armando Bigotti, qui souffre de somnambulisme et a manifestement du mal à approcher les femmes. Il est commandé par Daniele Traversi, un jeune père récemment veuf, qui a du mal à s'organiser entre la vie à la caserne et le devoir de s'occuper de son fils Tonino ; Alberto Spina, un jeune homme gâté qui remplit ses obligations militaires, bien qu'il se vante d'hypothétiques recommandations qui pourraient lui épargner ce fardeau ; Nicola Ruoppolo, un ancien pompier d'âge mûr appelé au service ; et enfin Paolo Casalotti, qui, à la suite d'une erreur bureaucratique, se retrouve parmi les appelés au service, alors qu'il n'a jamais fait partie du corps, se retrouvant ainsi catapulté dans une réalité qui lui est étrangère. Leurs vicissitudes sont suivies par le journaliste intrusif de Telecosmo, Max Pirovano, et le caméraman Tom.
Tous doivent compter avec le sévère commandant Pacini, responsable de la caserne. En même temps que leur performance désastreuse, les affaires privées de l'escouade 17 éclatent au grand jour : parmi elles, Traversi tombe amoureux de l'assistante sociale Cristina, mais croyant à tort que celle-ci veut lui retirer la garde de son fils, il va jusqu'à cacher Tonino dans la caserne. Afin d'aider son collègue et de cacher l'incident à Pacini, Bigotti se voit contraint de disputer un match de boxe qui se terminera de façon embarrassante pour lui et pour les rêves de gloire sportive de l'ambitieux commandant. Pendant ce temps, Spina, qui se vante constamment de ses conquêtes féminines, finit par être quitté par la seule femme qui l'ait jamais supporté.
Entre-temps, Casalotti n'arrive pas à prouver qu'il n'a rien à voir avec les pompiers, mais, après sa perplexité initiale, il commence à se mettre dans la peau d'un pompier, appréciant de plus en plus la profession et oubliant presque sa femme qui, en attendant que le problème bureaucratique soit résolu, a campé devant la caserne en attendant le retour de son mari. Pendant ce temps, Ruoppolo, follement amoureux de sa jeune et belle épouse, découvre grâce au somnambulisme de Bigotti que sa femme le trompe depuis longtemps avec son meilleur ami.
Ruoppolo lui-même commet une erreur retentissante en conduisant l'équipe 17 à démolir la maison de Pacini, ce qui lui vaut d'être exclu de la police. Après s'être réinventé en tant que serveur, il réussit à donner à ses anciens collègues le coup de pouce nécessaire : remarquant un début d'incendie dans l'hôtel où il travaille, il appelle l'équipe pour faire bonne figure ; mais en attendant leur arrivée, l'affaire se transforme en un grand et dangereux incendie. L'équipe 17, aidée par Ruoppolo, fait finalement ses preuves en maîtrisant le feu et en sauvant tous les clients.
L'action fait réfléchir Pacini, qui récompense Bigotti et ses hommes pour leur courage et rétablit Ruoppolo dans ses fonctions. Casalotti, enfin reconnu comme un étranger au corps, est autorisé à partir à contrecœur, mais ses anciens camarades, considérant qu'il fait désormais partie d'un groupe que Pirovano a également rejoint entre-temps, le rappellent parmi eux.

## Fiche technique
- Titre original italien : I pompieri[1],[2]
- Réalisation : Neri Parenti
- Scénario : Laura Toscano, Franco Marotta, Neri Parenti
- Photographie : Emilio Loffredo
- Montage : Sergio Montanari
- Musique : Bruno Zambrini
- Décors : Maria Grazia Pera
- Costumes : Mario Ambrosino (it)
- Société de production : Maura International Film, C.G. Silver Cinematografica
- Pays de production :  Italie
- Langue originale : italien
- Format : Couleurs - 1,85:1
- Genre : comédie
- Durée : 89 minutes
- Date de sortie : 
  - Italie : 5 octobre 1985

## Distribution
- Paolo Villaggio : Paolo Casalotti
- Lino Banfi : Nicola Ruoppolo
- Massimo Boldi : Max Pirovano
- Christian De Sica : Alberto Spina
- Andrea Roncato : Armando Bigotti
- Ricky Tognazzi : Daniele Traversi
- Gigi Sammarchi : Commandant Pacini
- Paola Onofri : Cristina
- Claudio Boldi : Tom Pirovano
- Paola Tiziana Cruciani : Mme Casalotti
- Moana Pozzi : Amalia Ruoppolo
- Ennio Antonelli : M. Gentilini
- Fiammetta Baralla : cliente de l'hôtel
- Ester Carloni : vieille dame de l'hôtel

## Suite
Une suite intitulée Missione eroica: I pompieri 2 (it) est sortie en 1987.